# 뤼시아노 나르싱
뤼시아노 나르싱(네덜란드어: Luciano Narsingh, 1990년 9월 13일 ~ )은 네덜란드의 축구 선수이며, 포지션은 미드필더이다. 현재 엑스트라클라사의 미에즈 레그니카 소속이다.